# Reimlingen
Reimlingen (Rieserisch: Reimle) ist eine Gemeinde im schwäbischen Landkreis Donau-Ries. Die Gemeinde ist Mitglied der Verwaltungsgemeinschaft Ries mit Sitz in Nördlingen.

## Geografie
Reimlingen liegt am südlichen Rand des Rieskraters, etwa 3 km von der Stadt Nördlingen entfernt. Es besteht nur die Gemarkung Reimlingen. Nachbarorte von Reimlingen sind (Gemeinde in Klammern):
| Nördlingen            |                                             | Grosselfingen (Nördlingen) |
| Herkheim (Nördlingen) | Kompassrose, die auf Nachbargemeinden zeigt |                            |
|                       | Schmähingen (Nördlingen)                    | Balgheim (Möttingen)       |

## Geschichte

### Ortsname
In verschiedenen Epochen findet sich unter anderem die Ortsbezeichnung Riumlingen, Rumheringen, Rumeringa, Rumelingen und Reimblingen.
Bis zur Gemeindegründung im Jahr 1848 bestehen zwei einzelne Ortschaften: das Pfarrdorf Oberreimlingen und das zugehörige Kirchdorf Unterreimlingen. Diese beiden Ortsnamen haben sich noch in den beiden Reimlinger Bushaltestellen (Ober- und Unterreimlingen) erhalten. Im allgemeinen Sprachgebrauch ist allerdings nur noch von Ober- oder Unterdorf die Rede.

### Ur- und Frühgeschichte
Auf Reimlingens Flur ist – wie im ganzen Ries – durch Grabungen und Funde eine sehr frühe Besiedelung nachgewiesen. Auch zwei römische Landhäuser (Villae Rusticae) sind in Reimlingen durch Grabungen belegt.

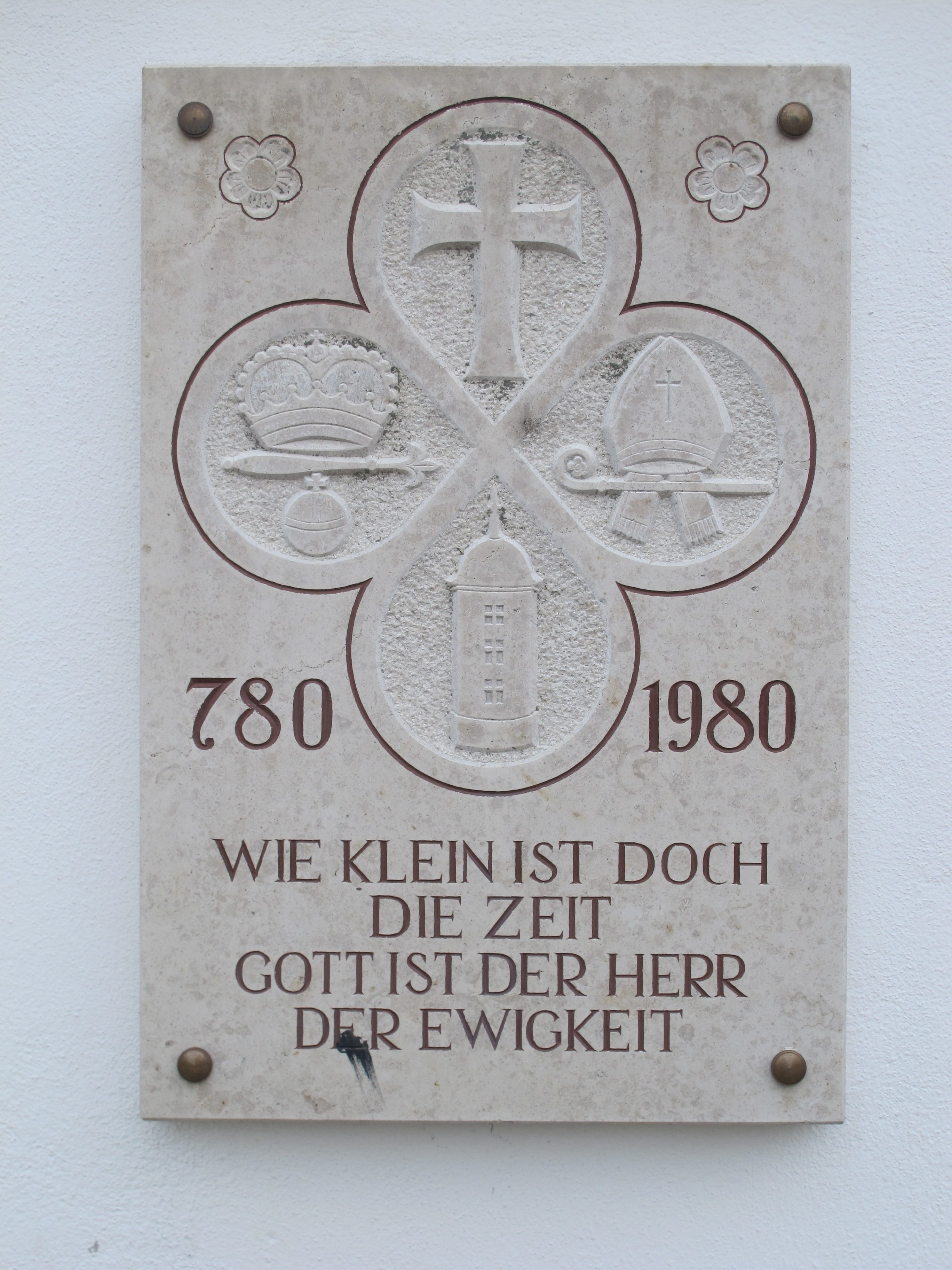
Gedenktafel zur 1200-Jahrfeier der Gemeinde am Schloss

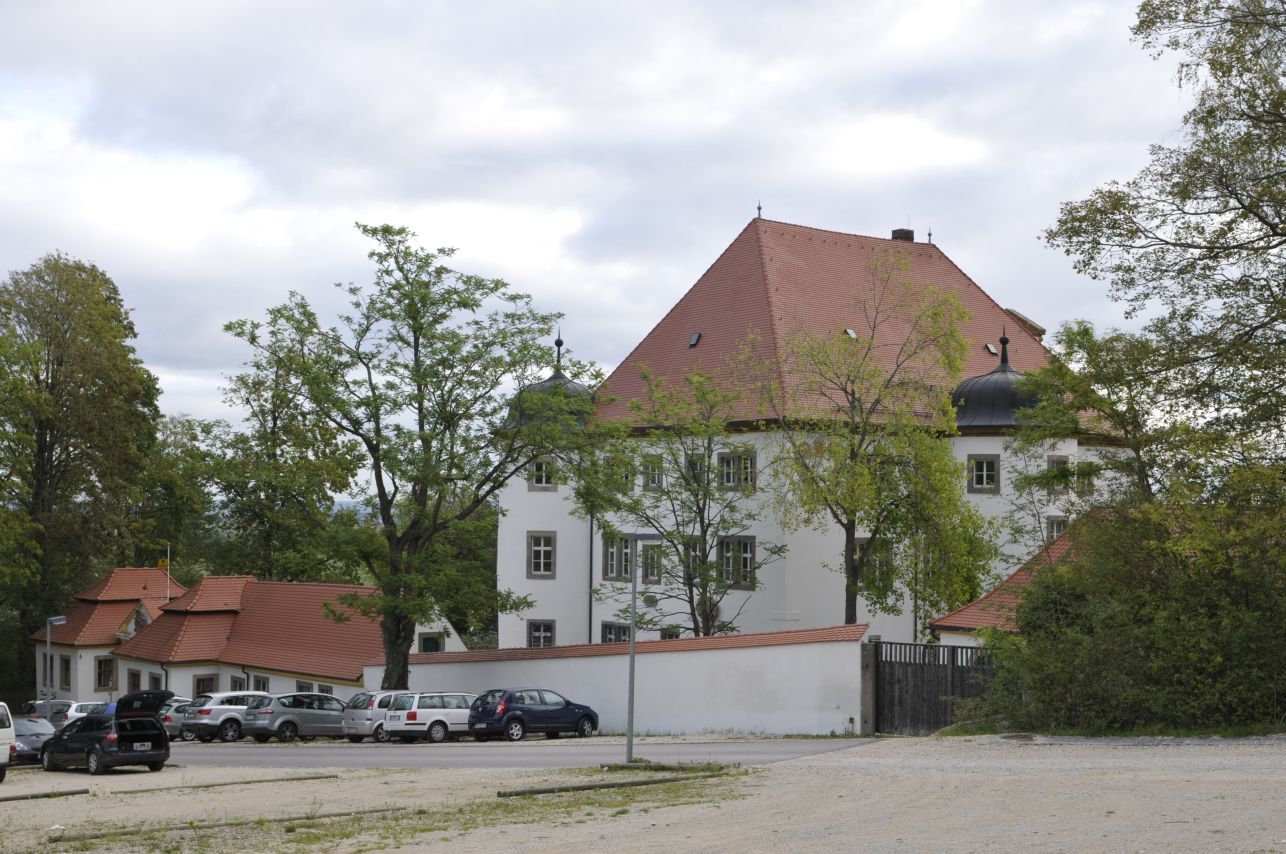
Schloss Reimlingen

### Ortsgeschichte
Die erste Erwähnung Reimlingens findet sich in einer Besitzurkunde des Klosters Fulda aus der Zeit um 780. Auch das Kloster Lorsch hatte frühe Besitzungen in Reimlingen, eine entsprechende Urkunde datiert auf das Jahr 868. Das Kirchdorf Unterreimlingen findet seine erste Erwähnung erst rund 500 Jahre später, am 1. Juli 1277 als „inferior villa Rumelingen“.
Die Ortsherrschaft wurde 1283 samt Kirchensatz und Meierhof vom Deutschen Orden erworben, der seine Besitzungen in Reimlingen durch Zukauf oder Tausch stetig ausbaute. Im 16. Jahrhundert errichtete er das Schloss Reimlingen als neuen Sitz des Amtes Reimlingen-Nördlingen. Mitte des 18. Jahrhunderts wurde Reimlingen wiederum durch vielfältige Baumaßnahmen des Deutschen Ordens neu geprägt: Unter anderem wurde die Pfarrkirche St. Georg neugebaut sowie das Schloss eingefriedet und um ein Stockwerk erhöht.
Nach dem Ersten Weltkrieg erhielt Reimlingen in den Jahren der Inflation durch die Ansiedlung der Mariannhiller Missionare einen Aufschwung. 1922/23 erbauten sie das Seminargebäude (heute Bildungshaus St. Albert). Sie nutzten auch das Schloss, bauten das Missionshaus St. Josef mit einer Druckerei und richteten im Bereich der ehemaligen Dampfbrauerei des Obersts von Lutz einen landwirtschaftlichen Großbetrieb ein.
Nach Ende des Zweiten Weltkriegs stieg die Einwohnerzahl durch zahlreiche Heimatvertriebene enorm. Das Ortsbild änderte sich nach und nach nicht zuletzt durch das Aufstocken der traditionell eingeschossigen Rieser Bauernhäuser und die Modernisierung der Landwirtschaft.
Im Jahr 1997 erwarb die Gemeinde das leerstehende Schlossareal. Unter tatkräftiger Mithilfe des Fördervereins Schloß Reimlingen e. V. wurde es renoviert und die einzelnen Gebäude konnten Stück für Stück einer neuen Nutzung zugeführt werden. So befindet sich das Rathaus nun im Schlossgebäude, in der ehemaligen Ökonomie ist ein Jugendtagungshaus untergebracht und viele weitere Räumlichkeiten stehen für kulturelle Zwecke und private Feierlichkeiten zur Verfügung.

## Wappen
| Wappen Gde. Reimlingen | Blasonierung: „In Grün zwei aus rotem Dreiberg aufwachsende gekreuzte goldene Ähren, belegt mit einem Schild, darin in Silber ein durchgehendes schwarzes Kreuz.“ |
| Wappen Gde. Reimlingen | Wappenbegründung: Das schwarze Kreuz ist das Zeichen des Deutschen Ordens, der seit 1283 wichtigster Grundherr, Patron der Ortskirche sowie Inhaber des Dorfgerichts in Reimlingen war. Im 18. Jahrhundert unterhielt der Orden im Ort ein Oberamt. Die Dinkel- bzw. Gerstenähren stellen den landwirtschaftlichen Charakter der Gemeinde dar. Der Dreiberg symbolisiert den im Gemeindegebiet liegenden Adlerberg. |

## Politik

### Bürgermeister und Gemeinderat
Erster Bürgermeister ist seit 1. Mai 2014 Jürgen Leberle; er wurde bei der Wahl am 15. März 2020 mit 93,2 % wieder gewählt. Der Gemeinderat besteht aus 12 Mitgliedern, in der Amtszeit 2020–2026 stellt die Freie Wahlgemeinschaft Reimlingen acht Mitglieder und die Bürger für Reimlingen vier Mitglieder.

### Städtepartnerschaften
Bourgueil, in Frankreich, seit 1975

### Einwohnerentwicklung
Die Einwohnerzahl entwickelte sich wie folgt:
| Jahr | Einwohnerzahl |
| ---- | ------------- |
| 1840 | 0677          |
| 1871 | 0585          |
| 1900 | 0551          |
| 1925 | 0742          |
| 1939 | 0676          |
| 1950 | 1026          |
| 1961 | 0920          |
| 1970 | 1100          |
| 1987 | 1069          |
| 2000 | 1261          |
| 2010 | 1338          |
| 2020 | 1313          |

## Kultur und Sehenswürdigkeiten

### Schloss Reimlingen
Das Schloss Reimlingen wurde 1595 vom Deutschen Orden erbaut. 1634 war es Sitz und Hauptquartier der Kaiserlichen bei der Schlacht bei Nördlingen. Von 1733 bis 1736 wurde es um ein Geschoss erhöht und von 1745 bis 1748 erhielt es neue Mauern und Tore. Seit 1997 ist es im Besitz der Gemeinde Reimlingen und wird von dieser unter anderem als Rathaus genutzt.
Das Reimlinger Schloss gilt als schützenswertes Kulturgut gemäß der Haager Konvention zum Schutz von Kulturgut bei bewaffneten Konflikten.

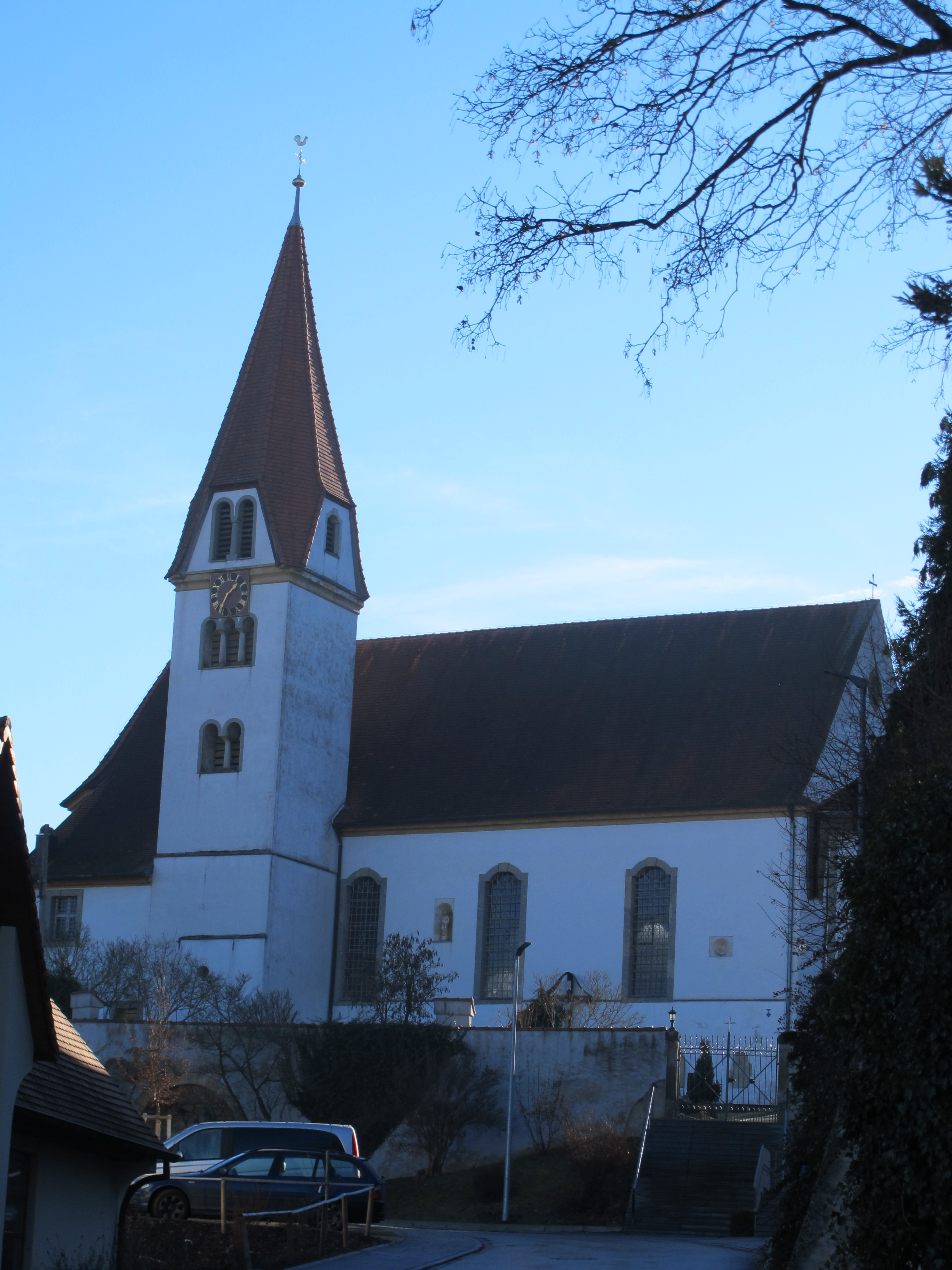
Pfarrkirche St. Georg

### Pfarrkirche St. Georg
Die Pfarrkirche St. Georg wurde 1147 erstmals erwähnt. Der Vorgängerbau der heutigen barocken Saalkirche wurde um das Jahr 1100 errichtet. Die einzigen erhaltenen mittelalterlichen Ausstattungsstücke sind ein sandsteinernes Medaillon mit einem Relief des Heiligen Georg als Drachentöter aus dem 14. Jahrhundert und eine Madonna aus der Zeit um 1480.
1729/30 wurden die Kirche unter Verwendung des romanischen Nordturms vom Deutschordensbaumeister Franz Joseph Roth neugebaut. Sie wird ihrer hochwertigen spätbarocken Innenausstattung wegen, wie auch das Schloss, als schützenswertes Kulturgut gemäß der Haager Konvention zum Schutz von Kulturgut bei bewaffneten Konflikten gelistet.

### Stephanskirche

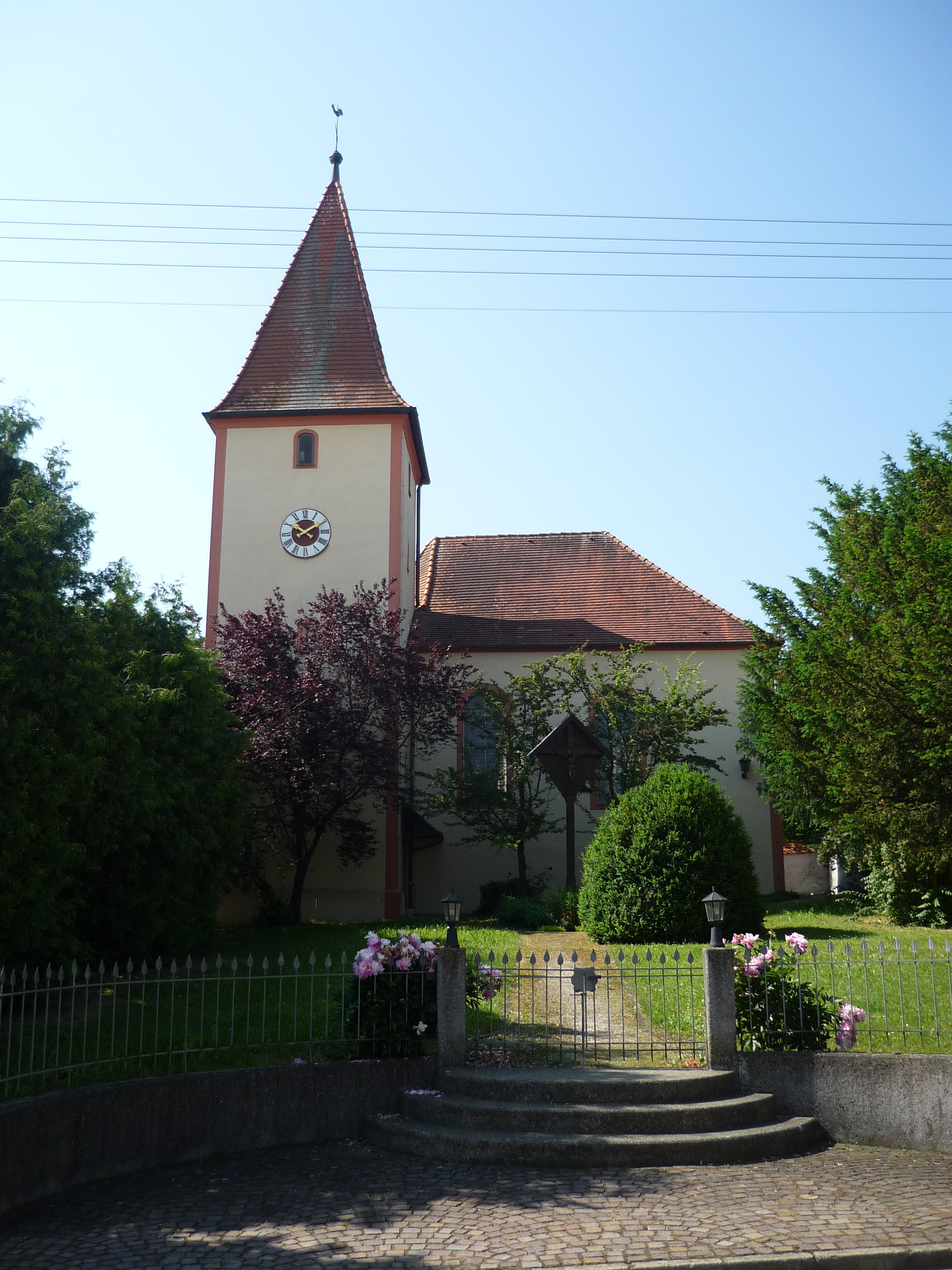
Stephanskirche

Die sogenannte Stephanskirche war einst das Gotteshaus des Kirchdorfes Unterreimlingen und gehört seit jeher zur Pfarrei St. Georg. Sie wurde 1372 erstmals urkundlich erwähnt. Die Untergeschosse des quadratischen Nordturms weisen Schlüsselscharten auf und werden folglich auf das 15. Jahrhundert datiert. Im Obergeschoss des Turms befindet sich das Monogramm VS mitsamt der Jahreszahl 1653. Im Zuge der in diesem jahr erfolgten Aufstockung des Turms dürfte auch eine Glockenstube eingebaut worden sein.
Das heutige Erscheinungsbild des Innenraums der Kirche geht auf das mittlere 18. Jahrhundert zurück. Die beiden Figuren der Heiligen Georg und Heinrich sowie die Kreuzigungsgruppe an der Wand des Langhauses werden auf 1720/30 datiert. Älter ist nur die Muttergottes, die aus der Zeit um 1470/80 stammt. Sie war ursprünglich inmitten des Hochaltars angebracht. Die beiden Gemälde der Immaculata und des Heiligen Sebastian, die an den Seitenwänden des Chorraums angebracht sind, stammen beide aus der Pfarrkirche St. Georg. Sie wurden im 19. Jahrhundert als Gemälde für die dortigen Seitenaltäre geschaffen, aber später wieder entfernt.
Unter dem heutigen Putz wurden bei der letzten Renovierung Wandmalereien entdeckt, auf die Sichtfenster im Chorraum hinweisen. Fenster und Deckengemälde der Stephanskirche stammen aus den 90er-Jahren des 20. Jahrhunderts. Der neubarocke Volksaltar wurde aus der ehemaligen Kapelle des Reimlinger Schlosses in die Stephanskirche verbracht. An der Stelle des heutigen Volksaltars war ursprünglich eine liegende Orgel eingebaut, die jedoch nicht mehr erhalten ist. Ebenso ist nur noch die untere der ursprünglich zwei Westemporen erhalten.

### Place de Bourgueil
Der Reimlinger Dorfplatz an der Hauptstraße ist nach Reimlingens französischer Partnergemeinde Bourgueil benannt. Dort befindet sich der vom aus Reimlingen stammenden Künstler Sebastian Fink gestaltete Dorfbrunnen sowie ein Denkmal für den Reimlinger Altbürgermeister Leonhard Bosch.

### Bildungshaus
Das ehemalige Seminargebäude der Mariannhiller Missionare wurde 1922/23 im neubarocken Stil erbaut erbaut. Heute beherbergt es das Tagungshaus Reimlingen, ein Tagungshotel der Kolping-Gruppe. Es besitzt auch eine eigene Hauskapelle, die dem heiligen Albertus Magnus geweiht ist. Diese befindet sich im ersten Obergeschoss über dem Speisesaal.

### Maria-Hilf-Kapelle
Die Maria-Hilf-Kapelle beeindruckt durch ihre zwar kleine, aber prächtige Barockfassade aus Sandstein. Sie wurde wahrscheinlich – wie die Pfarrkirche – von Franz Josef Roth im Jahr 1730 erbaut. In ihrem Inneren befindet sich eine prächtige Barockausstattung. Sie besteht unter anderem aus einem Hochaltar mit einer Kopie des berühmten Gnadenbilds der Maria zur immerwährenden Hilfe von Lukas Cranach dem Älteren. Das Bildnis der vierzehn Nothelfer, das sich ursprünglich im unteren Bereich des Altars befand, ist heute am Volksaltar der Pfarrkirche St. Georg angebracht.

### Trafohäusle
Das Trafohäusle ist ein ehemaliges Transformatorenhaus und eingetragenes Baudenkmal am historischen Ortsrand von Unterreimlingen. Es wurde 1914 unter dem Einfluss der Heimatschutzbewegung erbaut und ist ein Beispiel für lokaltypische Bauweise infrastruktureller Zweckbauten im frügen 20. Jahrhundert. Insbesondere das steile Satteldach und die profilierten Gesimse an Traufe und Ortgang, die an beiden Fassaden einen Traufknoten ausbilden, sind typisch für die Architektur der Rieser Bauernhäuser.

### Galerie

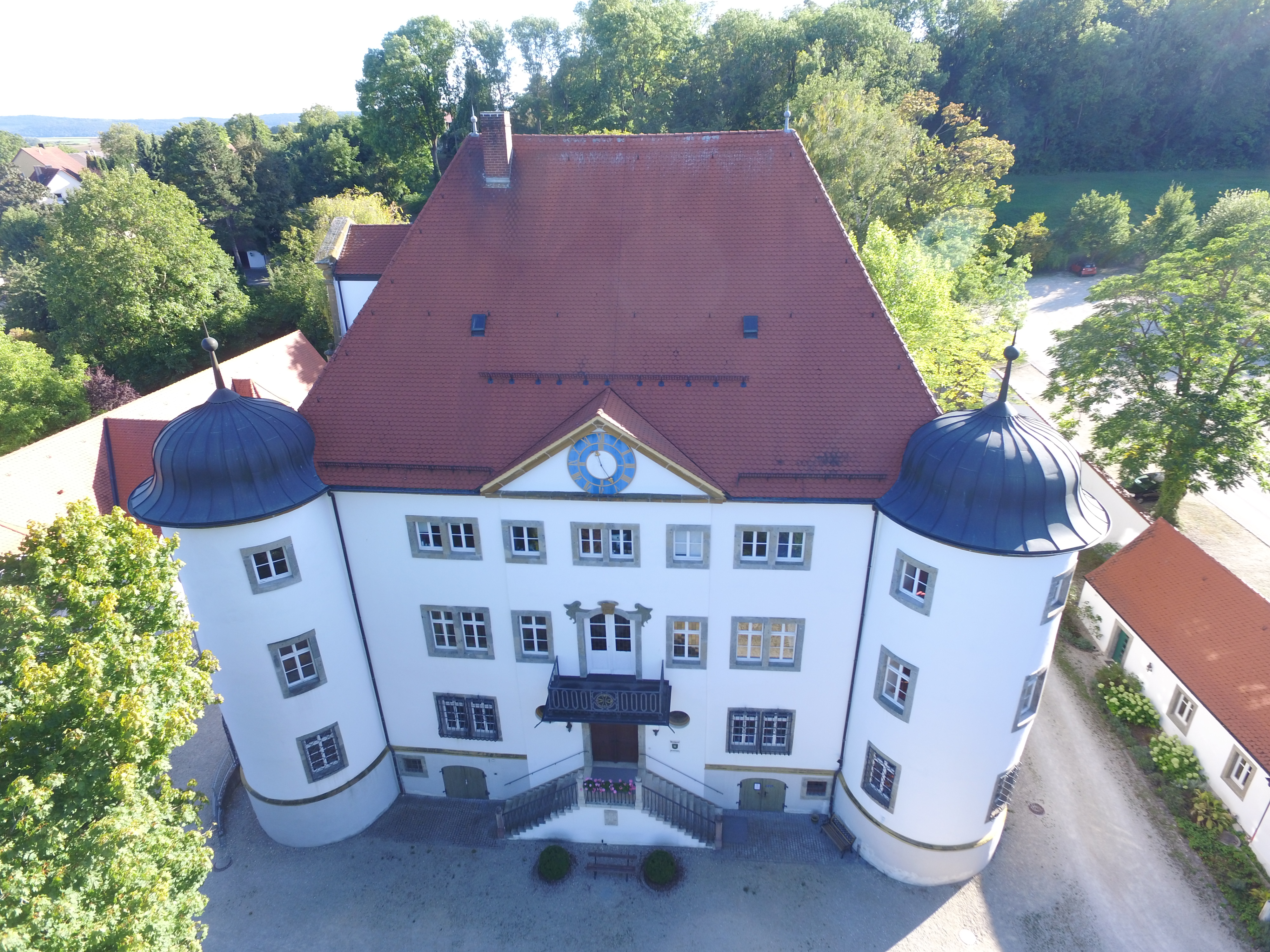
Schloss Reimlingen
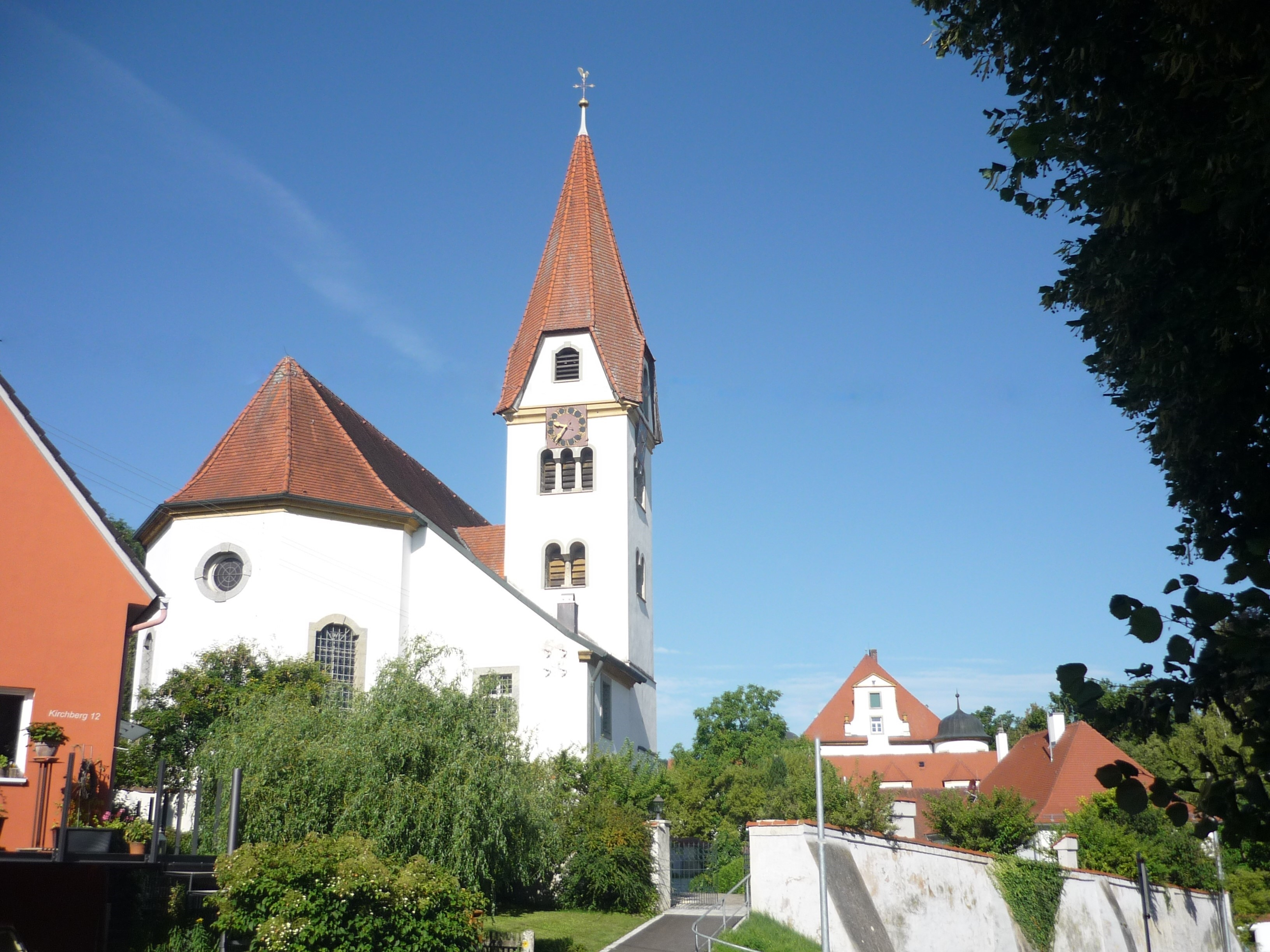
Pfarrkirche St. Georg
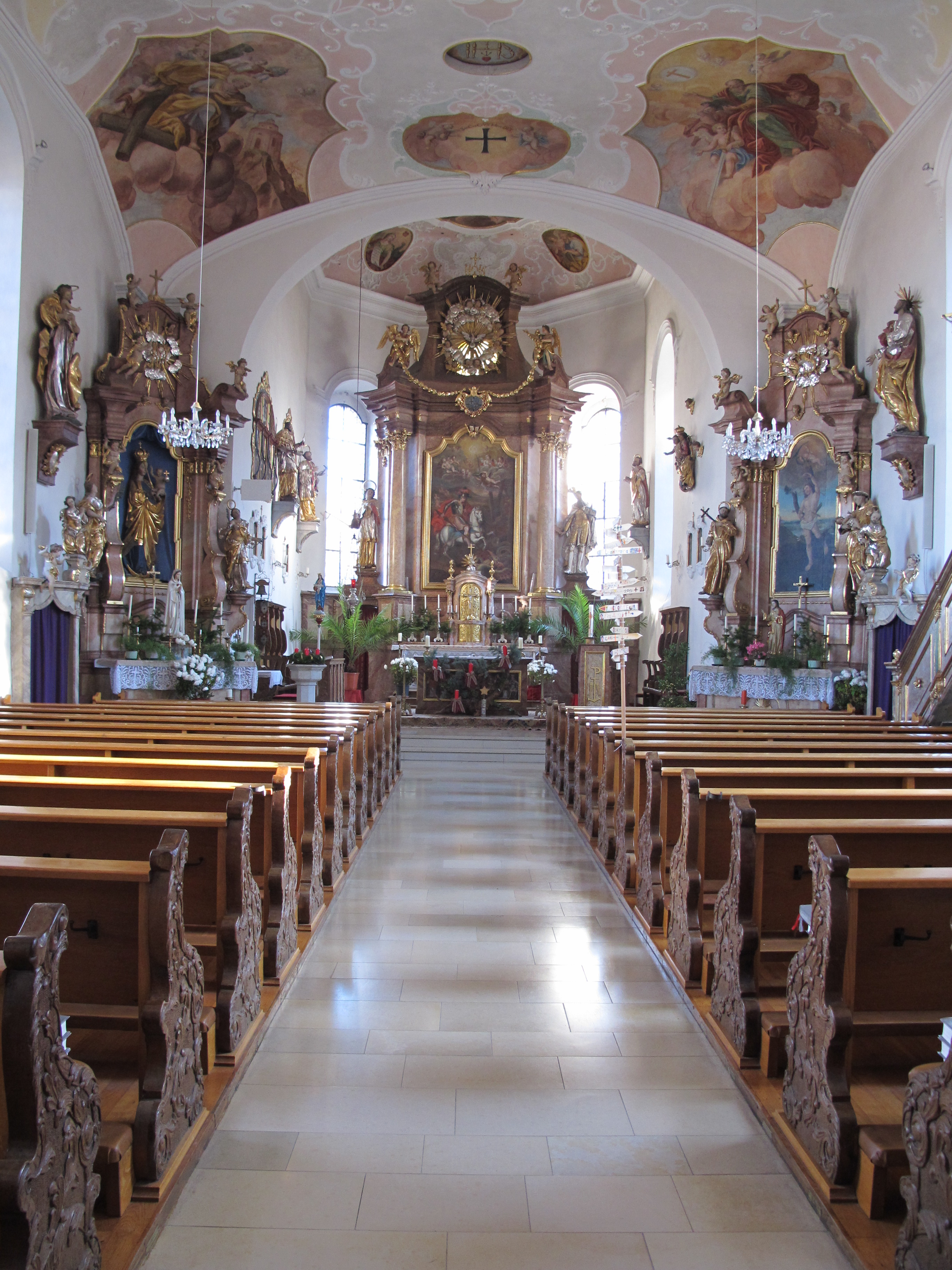
Pfarrkirche St. Georg Innenansicht
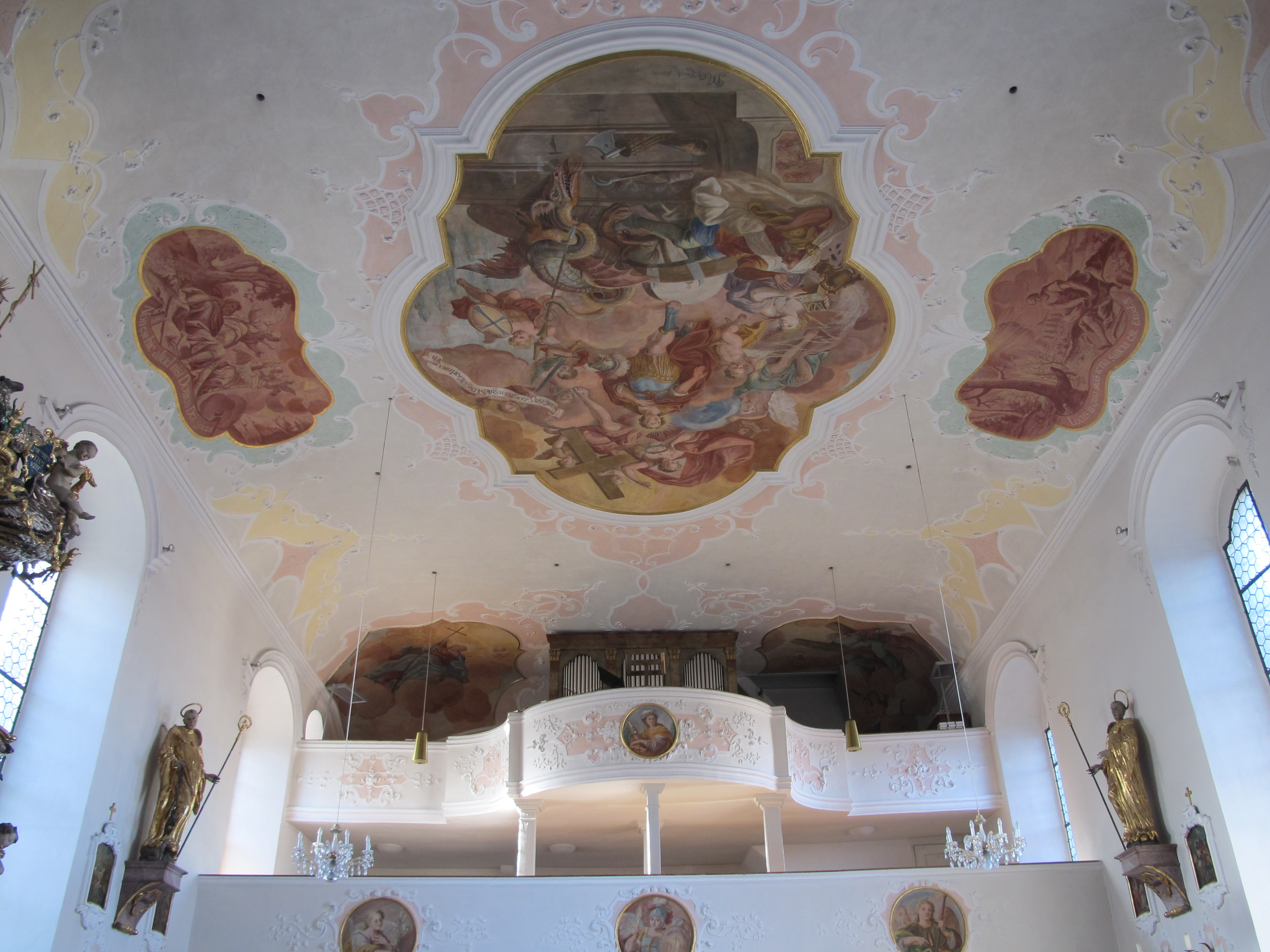
Pfarrkirche St. Georg Innenansicht
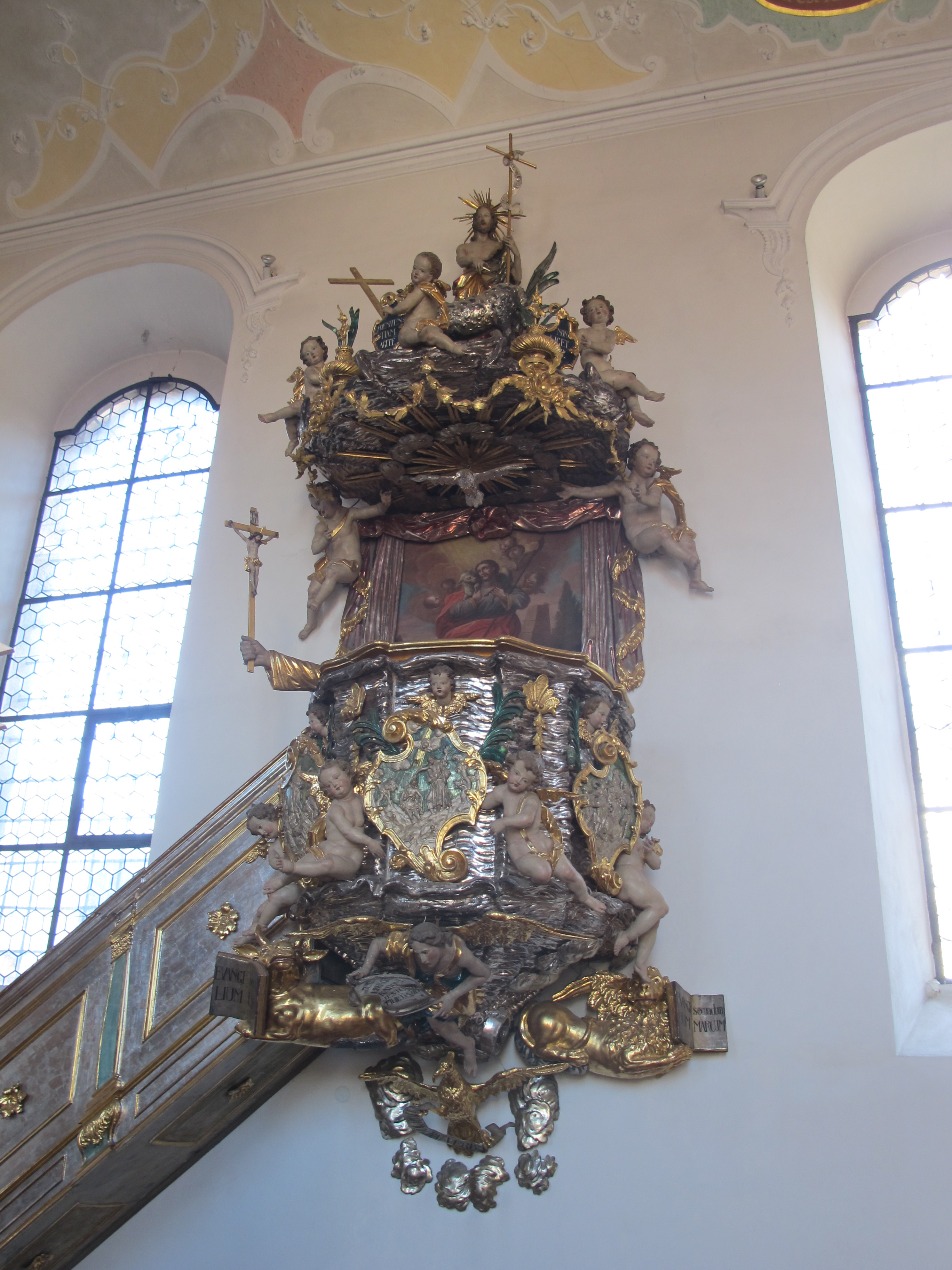
Pfarrkirche St. Georg Kanzel
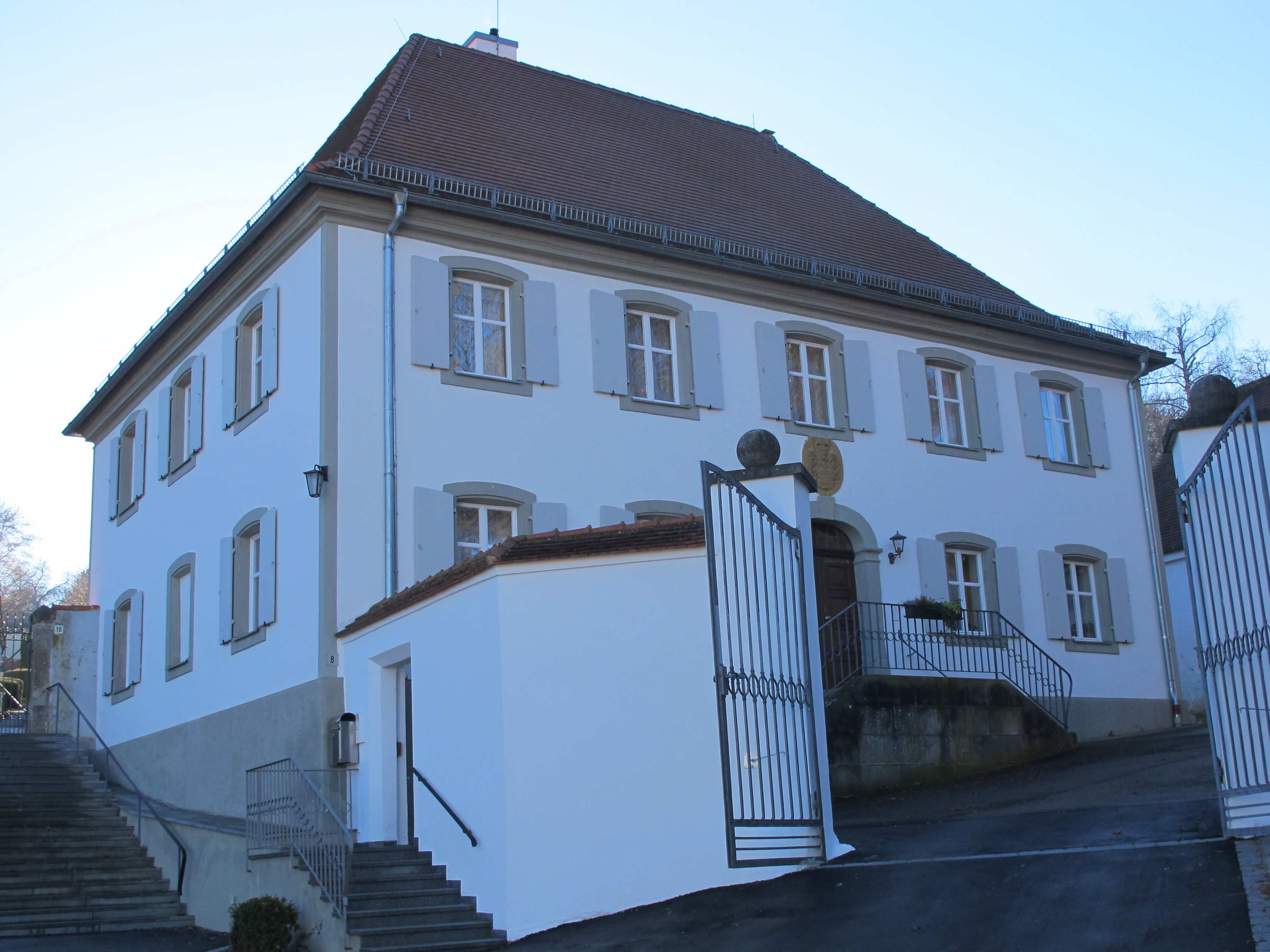
Pfarrhaus
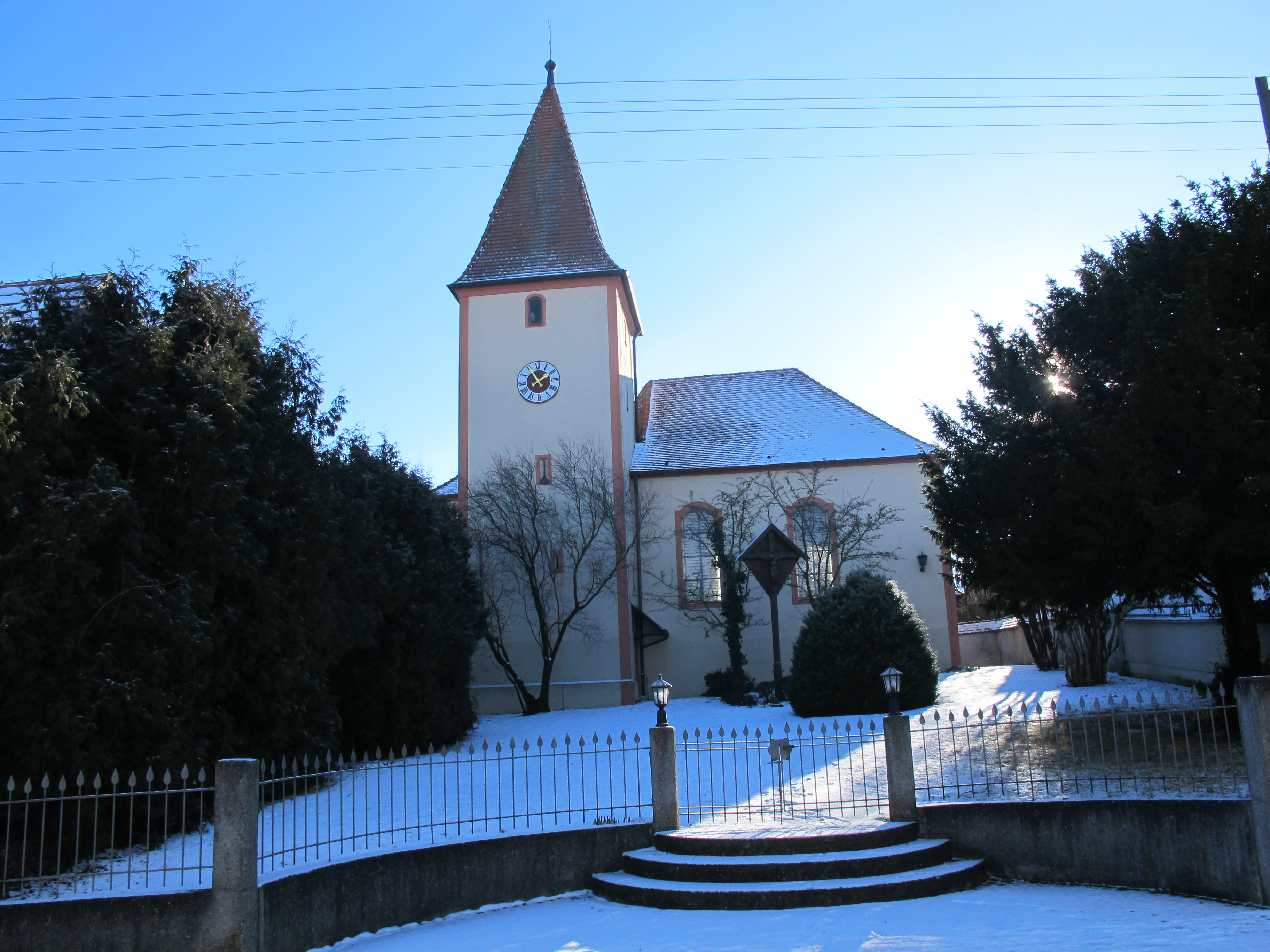
Stephanskirche
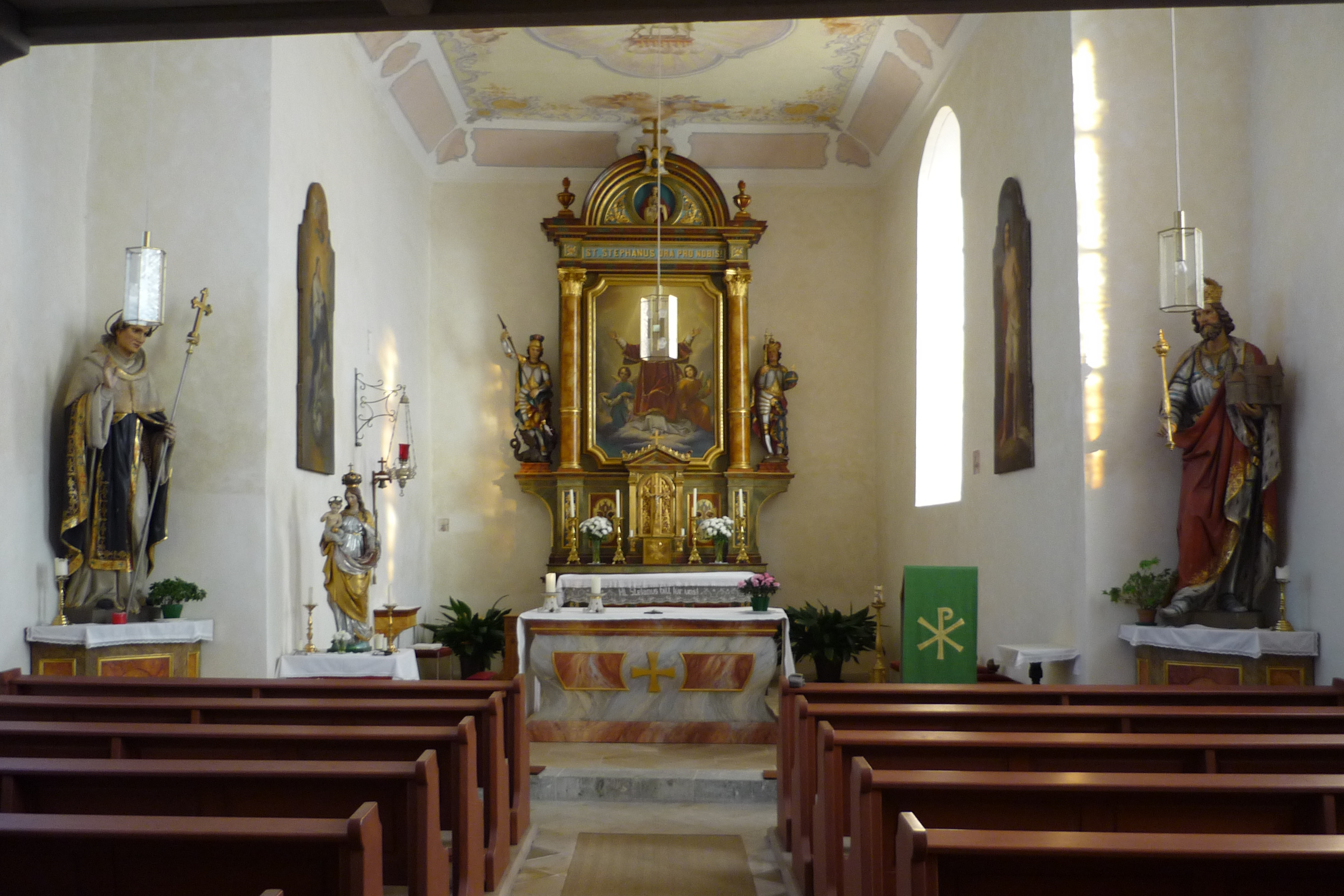
Stephanskirche Innenansicht
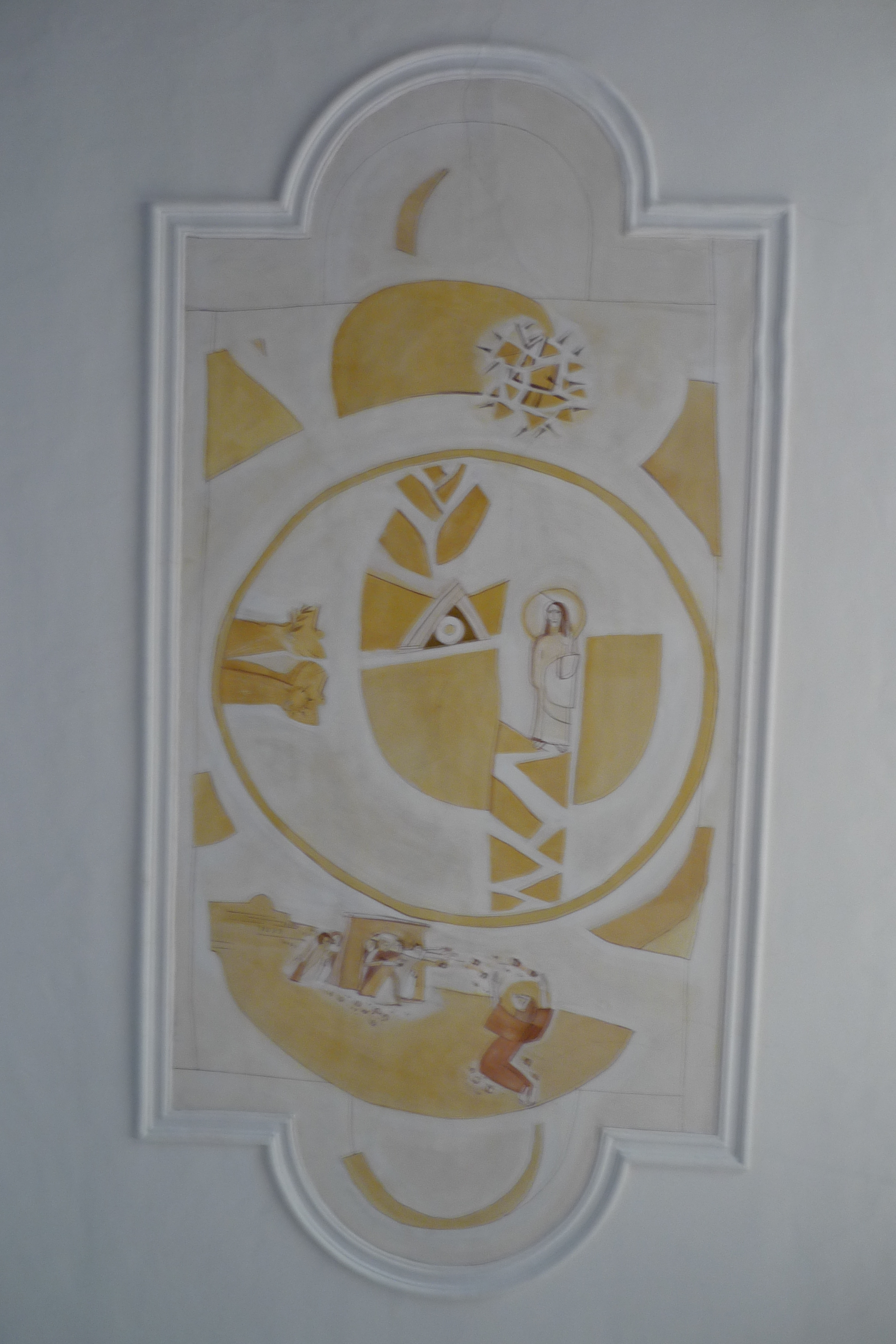
Stephanskirche Deckengemälde
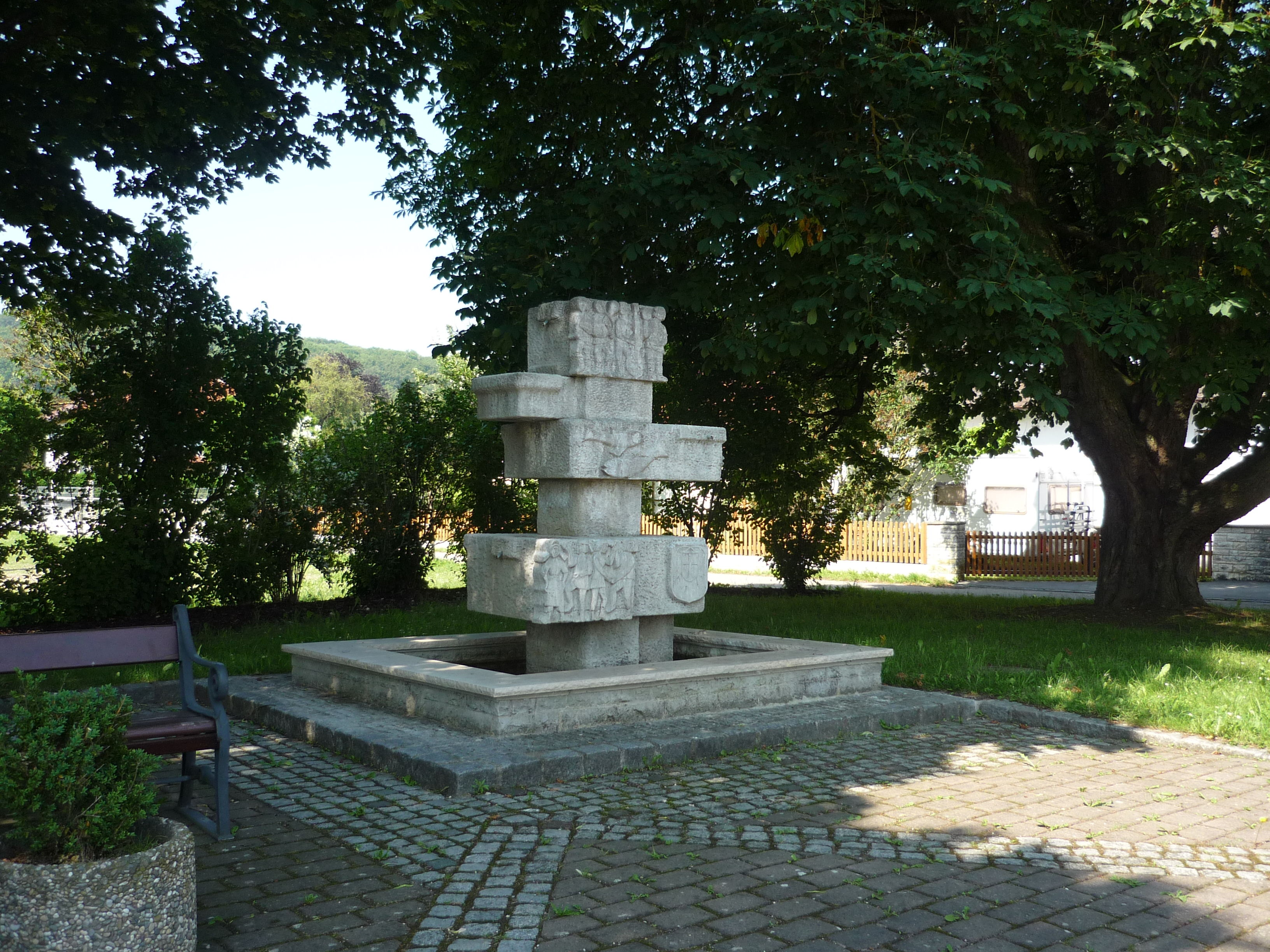
Place de Bourgueil
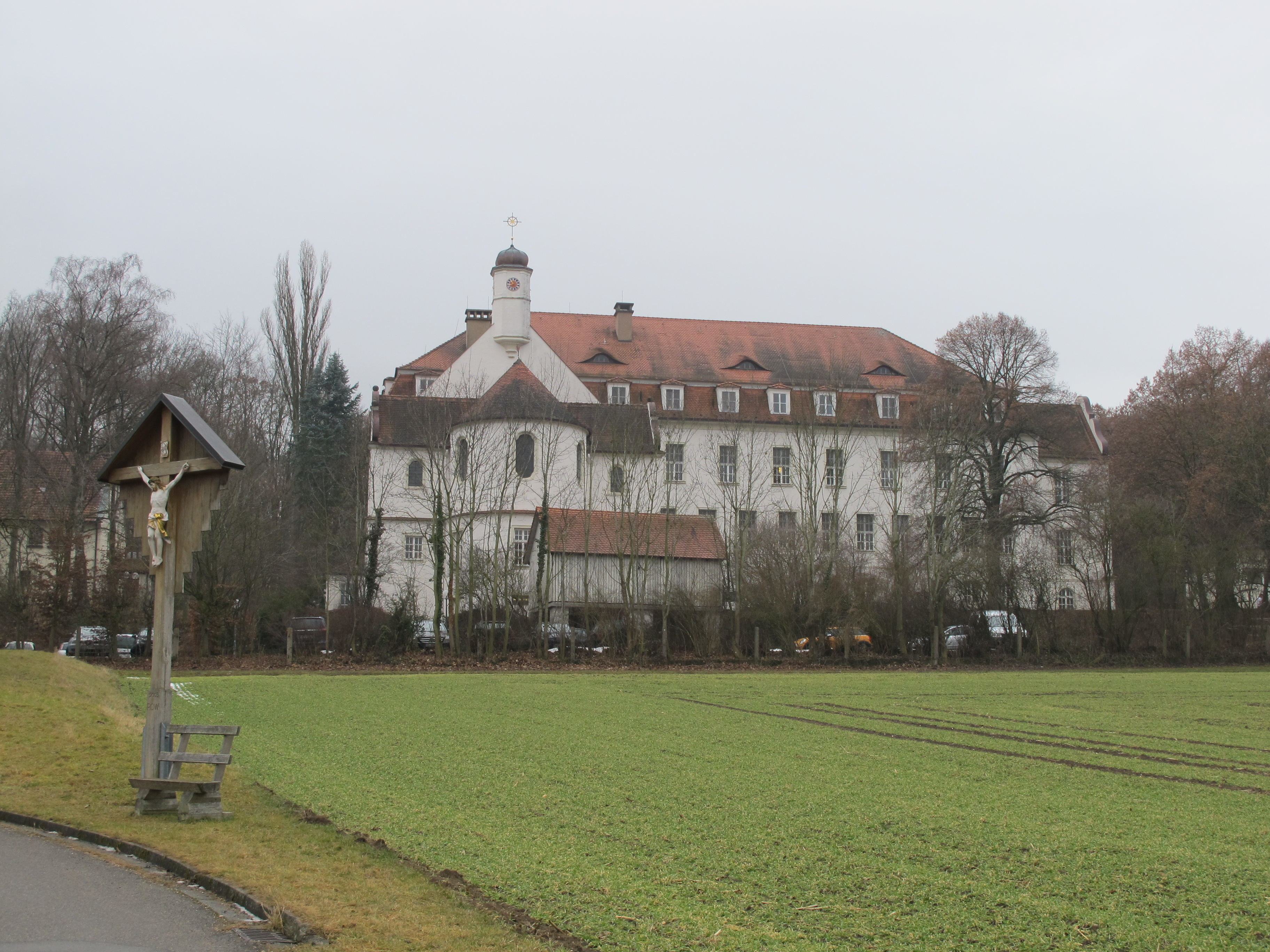
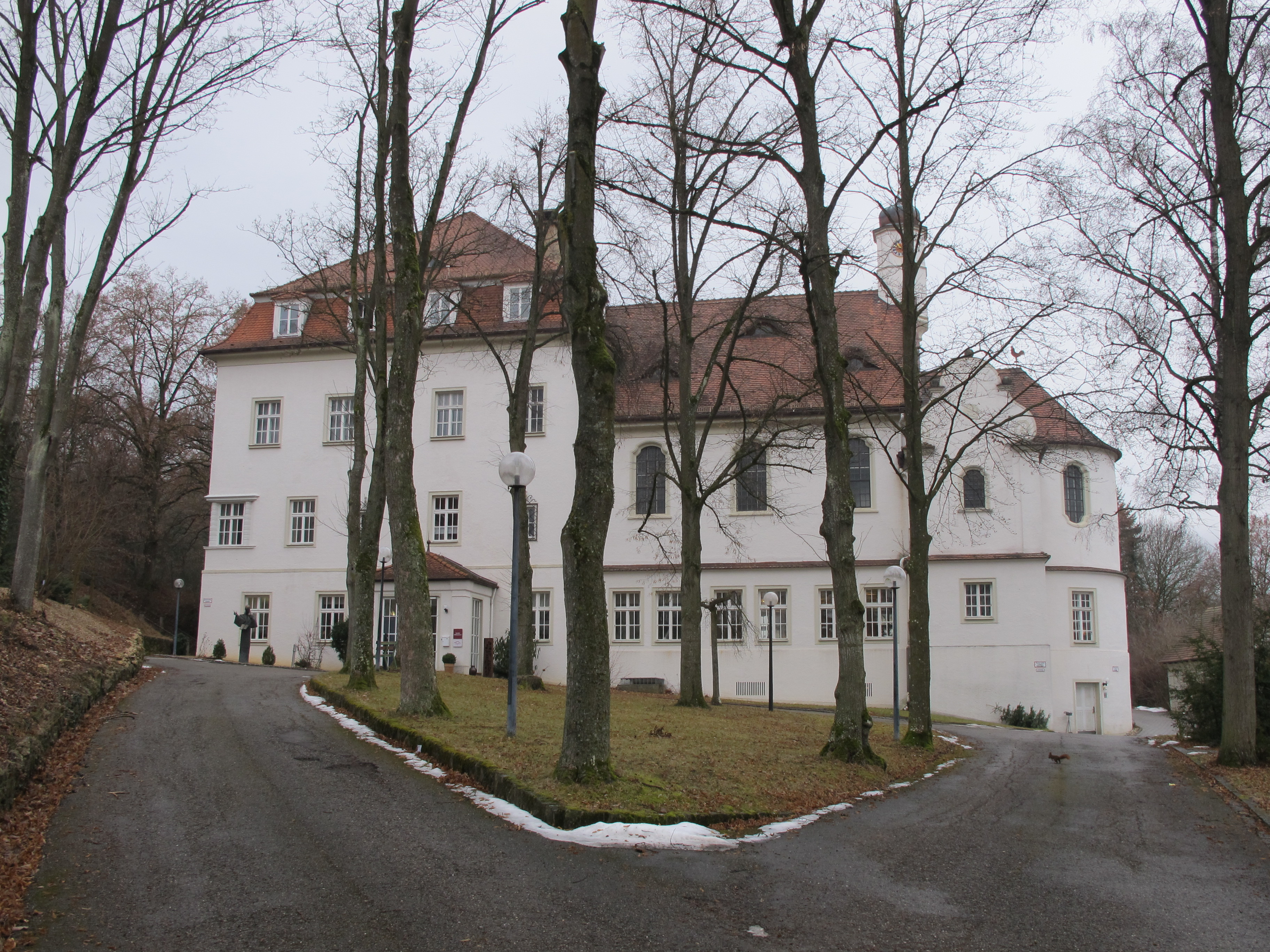
Bildungshaus St. Albert
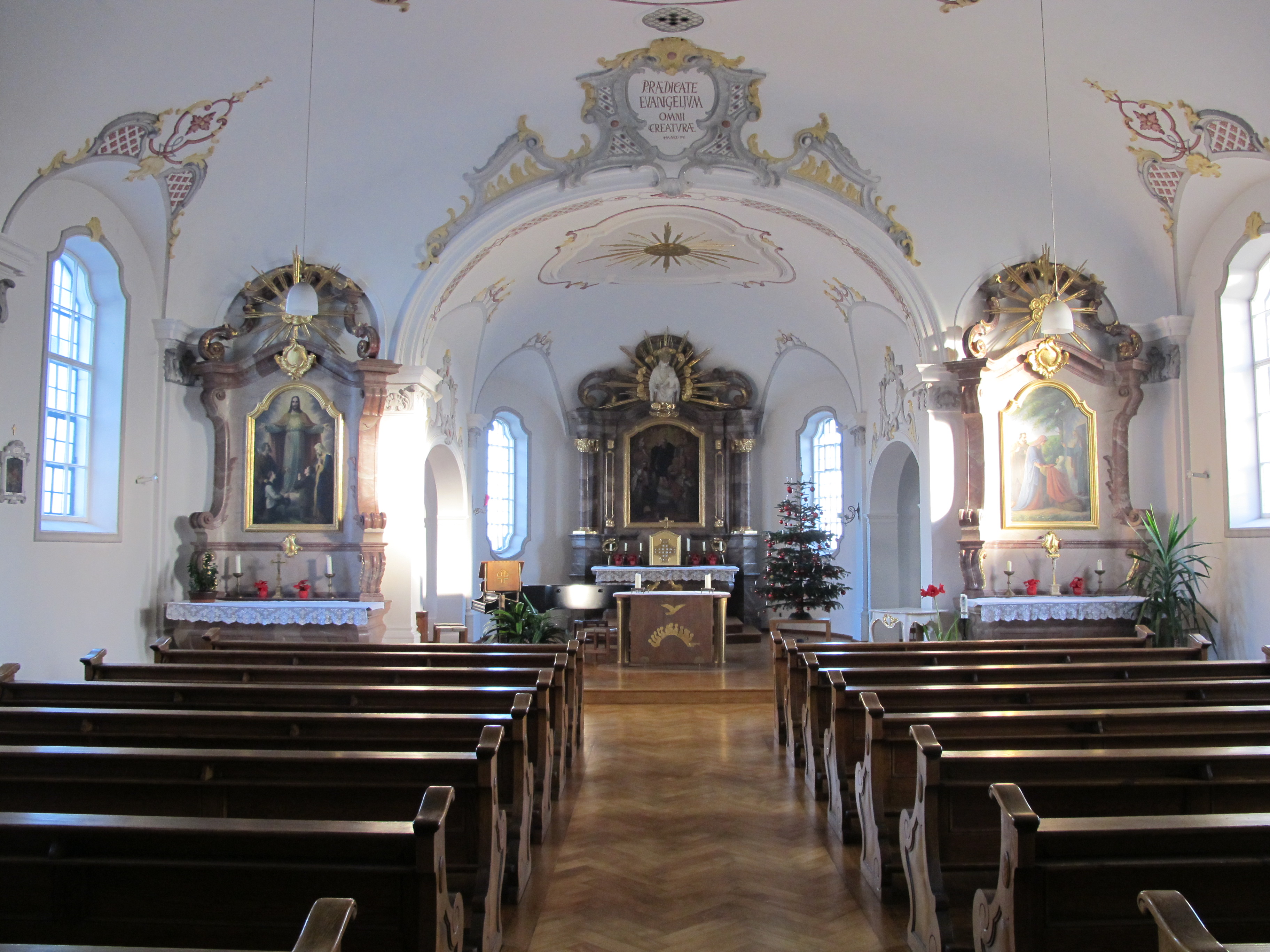
Kapelle Bildungshaus
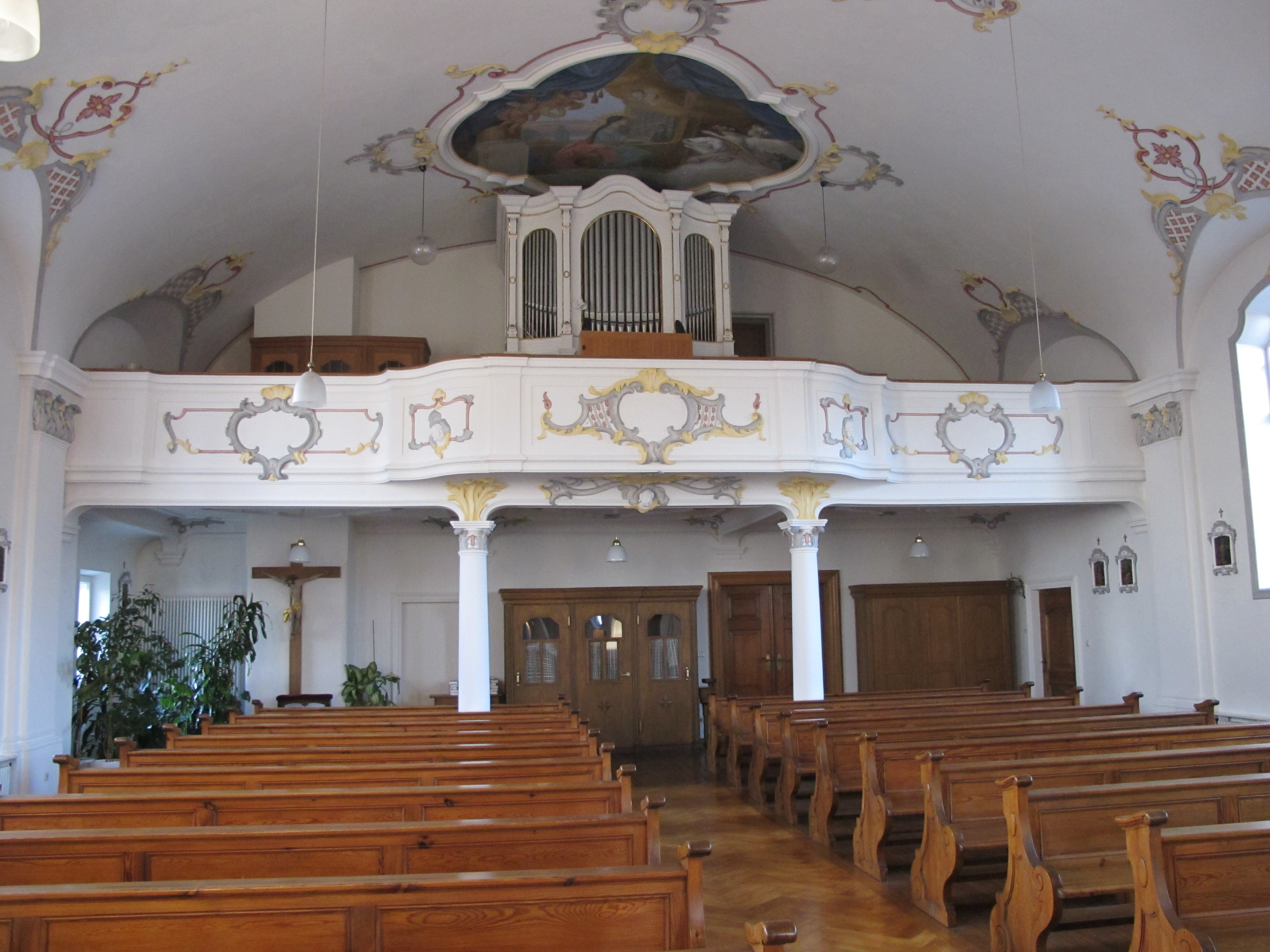
Kapelle Bildungshaus
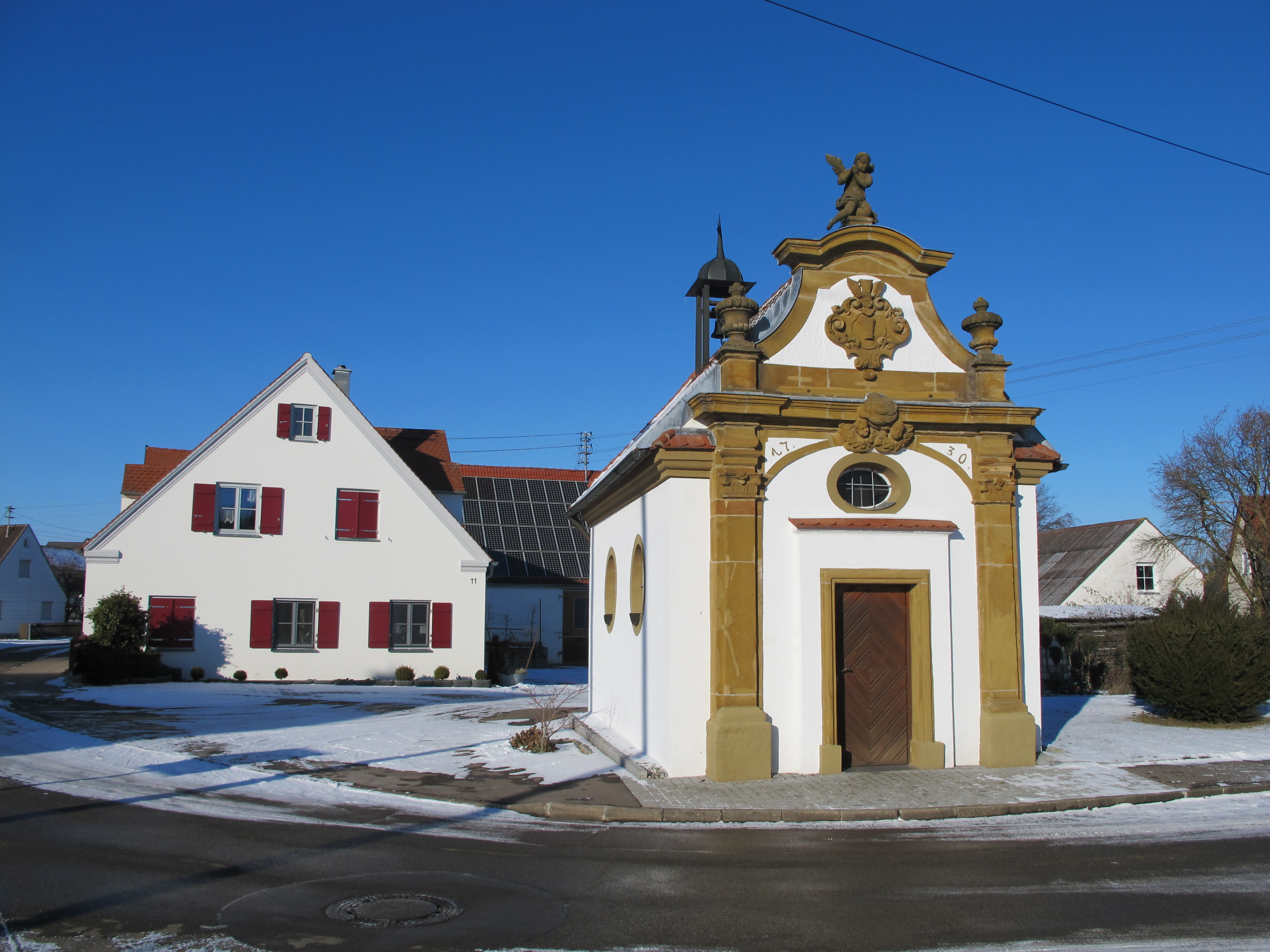
Maria-Hilf-Kapelle
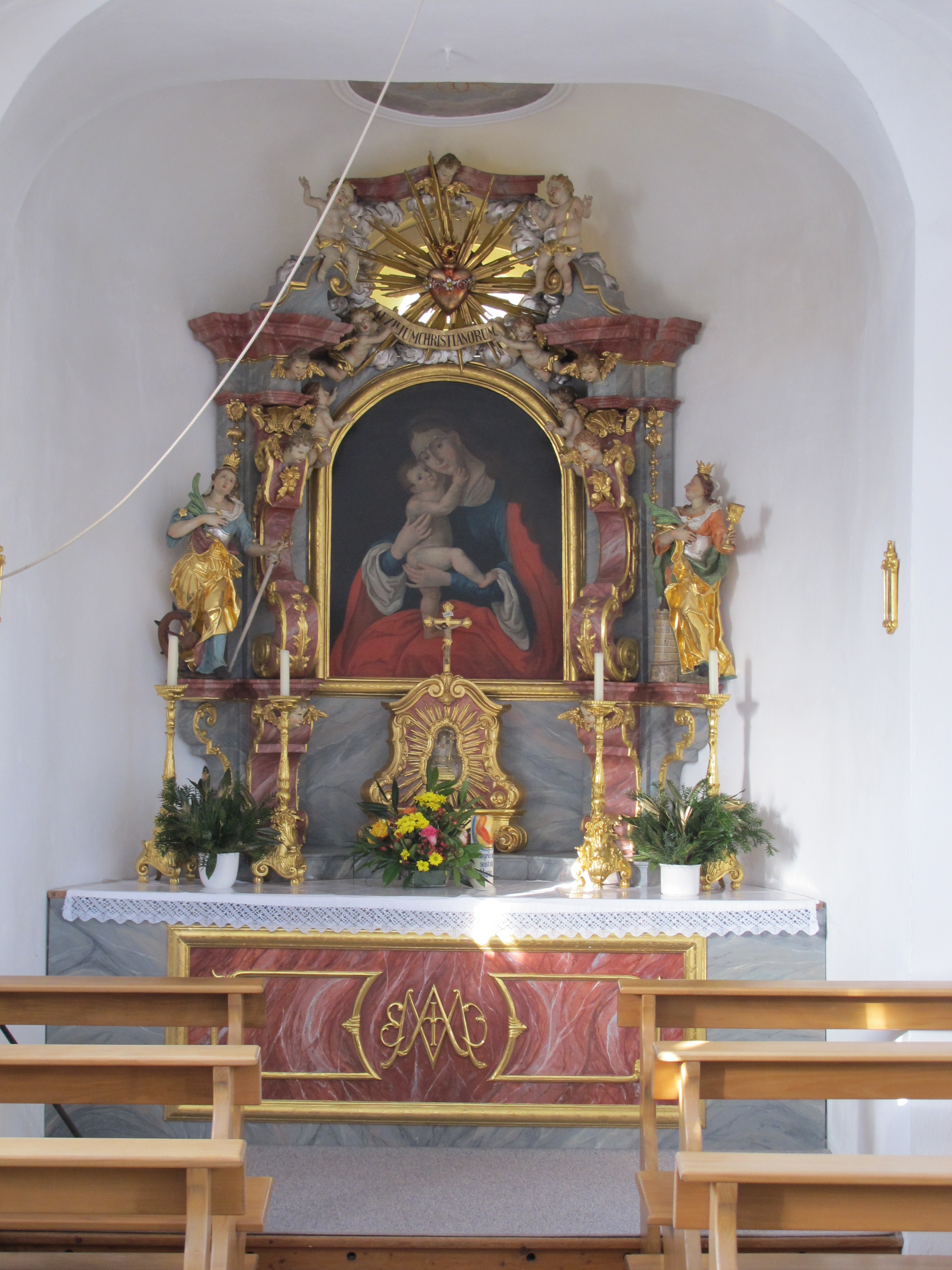
Inneres der Maria-Hilf-Kapelle
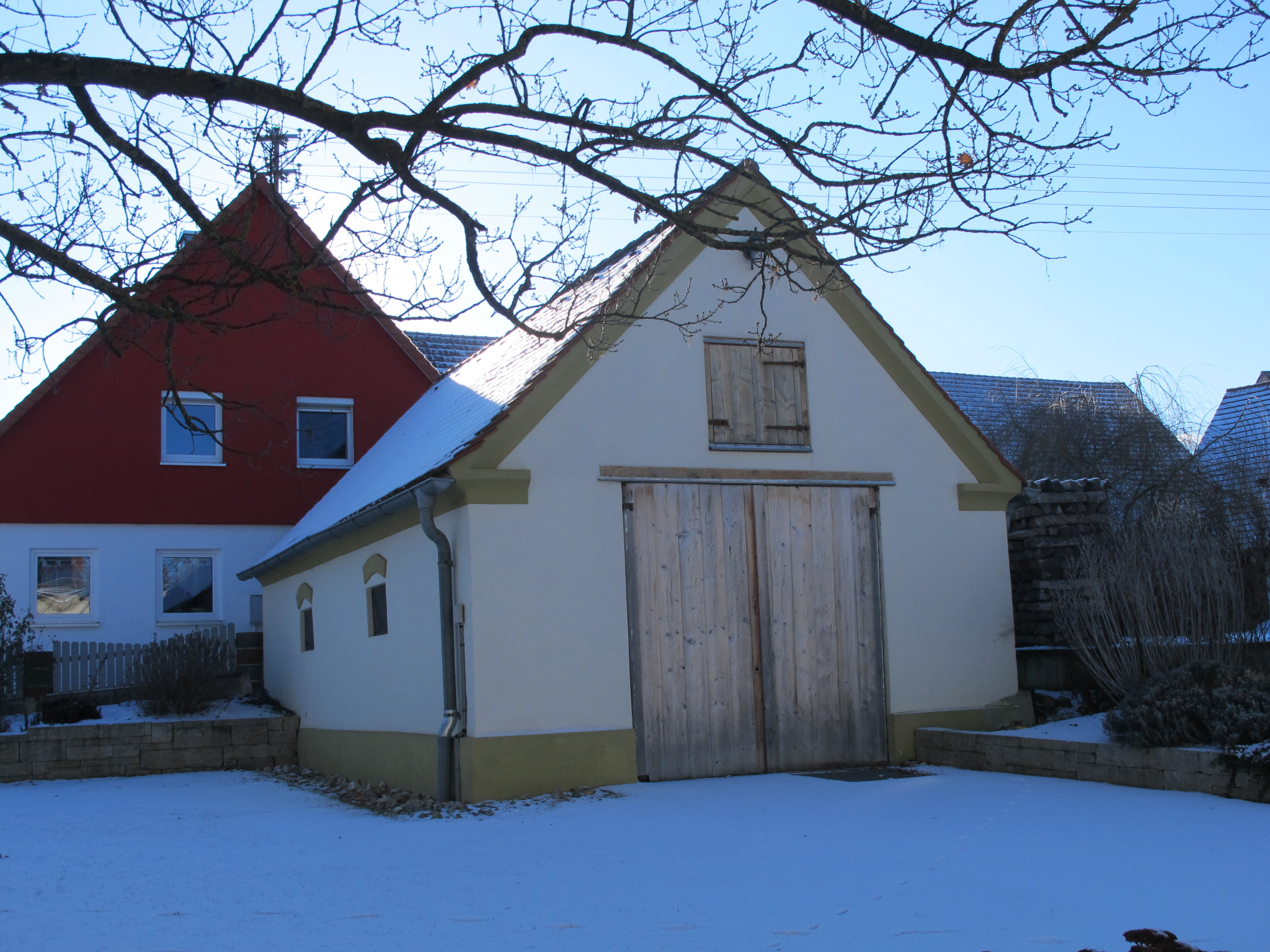
Ehemaliges Feuerwehrhaus
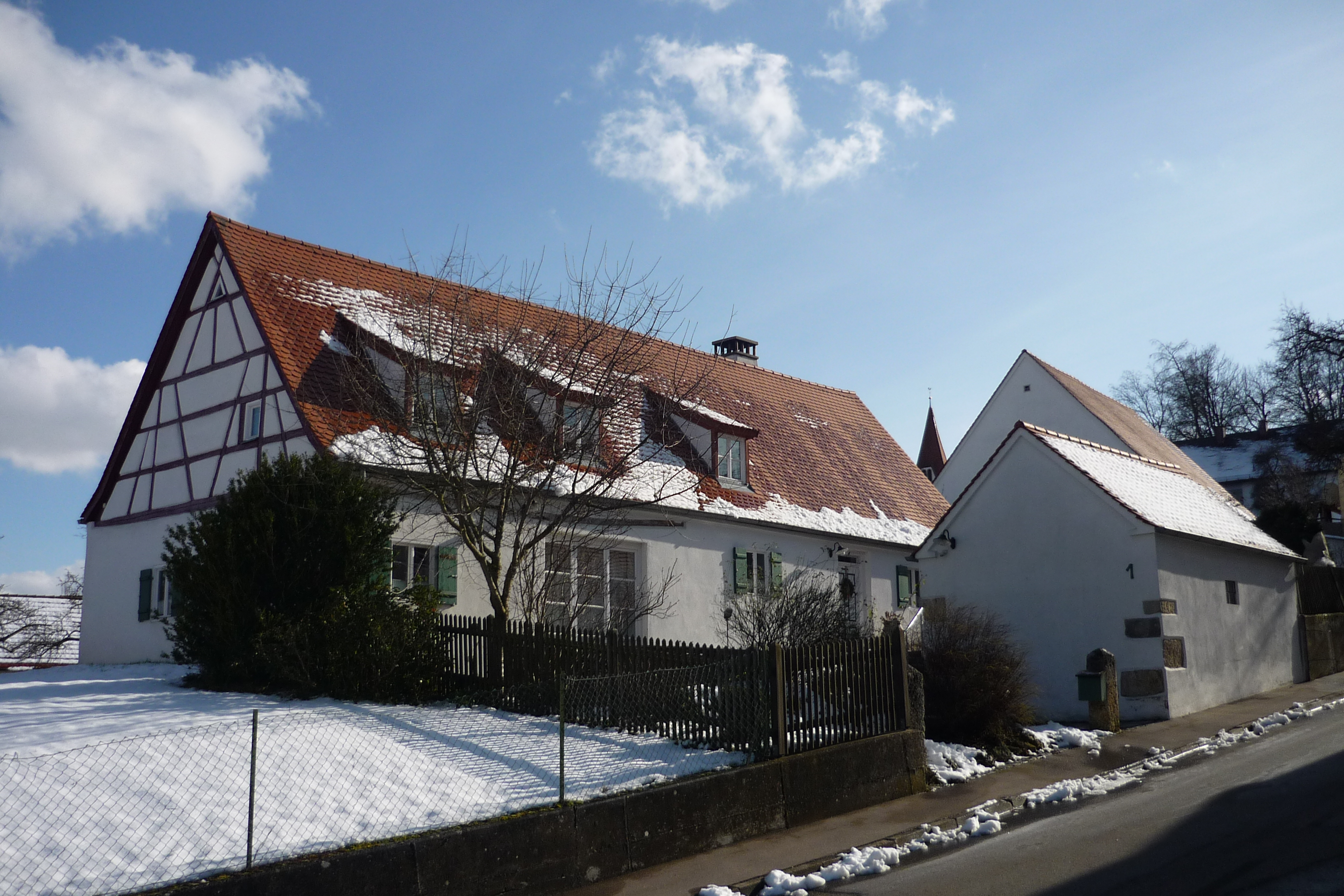
Ehem. Bauernhaus
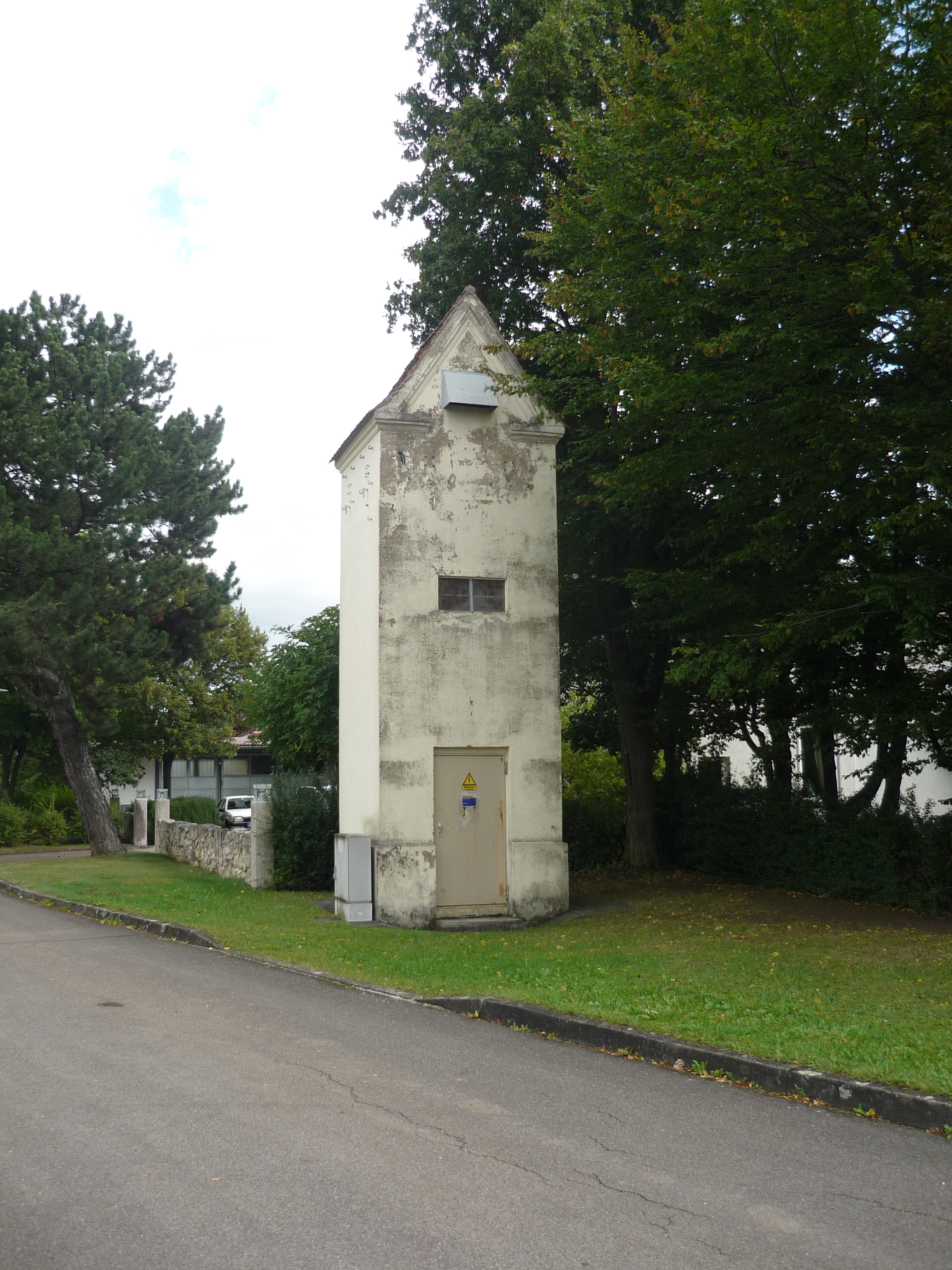
Trafohäusle

## Neckname

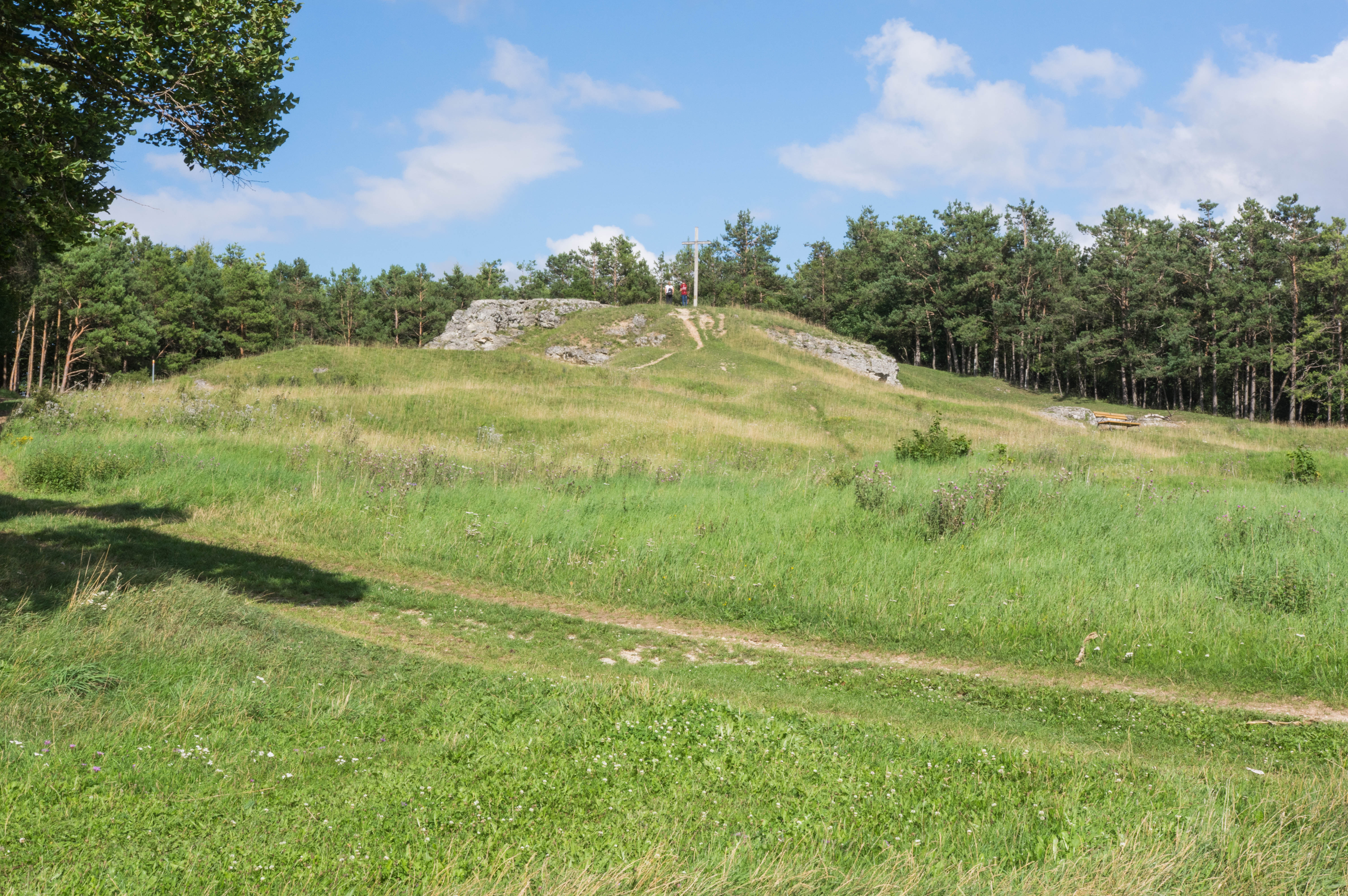
Adlersberg

Alle Rieser Dörfer haben einen eigenen „Necknamen“. Die Reimlinger werden Bergleschieber genannt, weil ihnen nachgesagt wird, den Adlersberg, der auch im Gemeindewappen abgebildet ist, wegschieben zu wollen, um einen besseren Blick auf die Stadt Nördlingen zu erlangen.

## Bildung und Kultur
- Kindergarten St. Georg mit Kindertagesstätte und Hort
- Grundschule Reimlingen
- VHS Nördlingen, Geschäftsstelle Reimlingen
- Pfarr- und Familienbücherei Reimlingen (im Georgihaus)
- Tagungshaus Reimlingen (im Bildungshaus St. Albert, betrieben von Kolping)
- Jugendtagungsstätte des Kreisjugendringes Donau-Ries im Schloss Reimlingen (Selbstversorgerhaus für bis zu 40 Personen)

## Söhne und Töchter der Gemeinde
- Paul Diethei (1925–1997), Politiker (CSU)
- Sebastian Fink (1933–2010), Bildhauer/Künstler